# Andrew Tshabangu

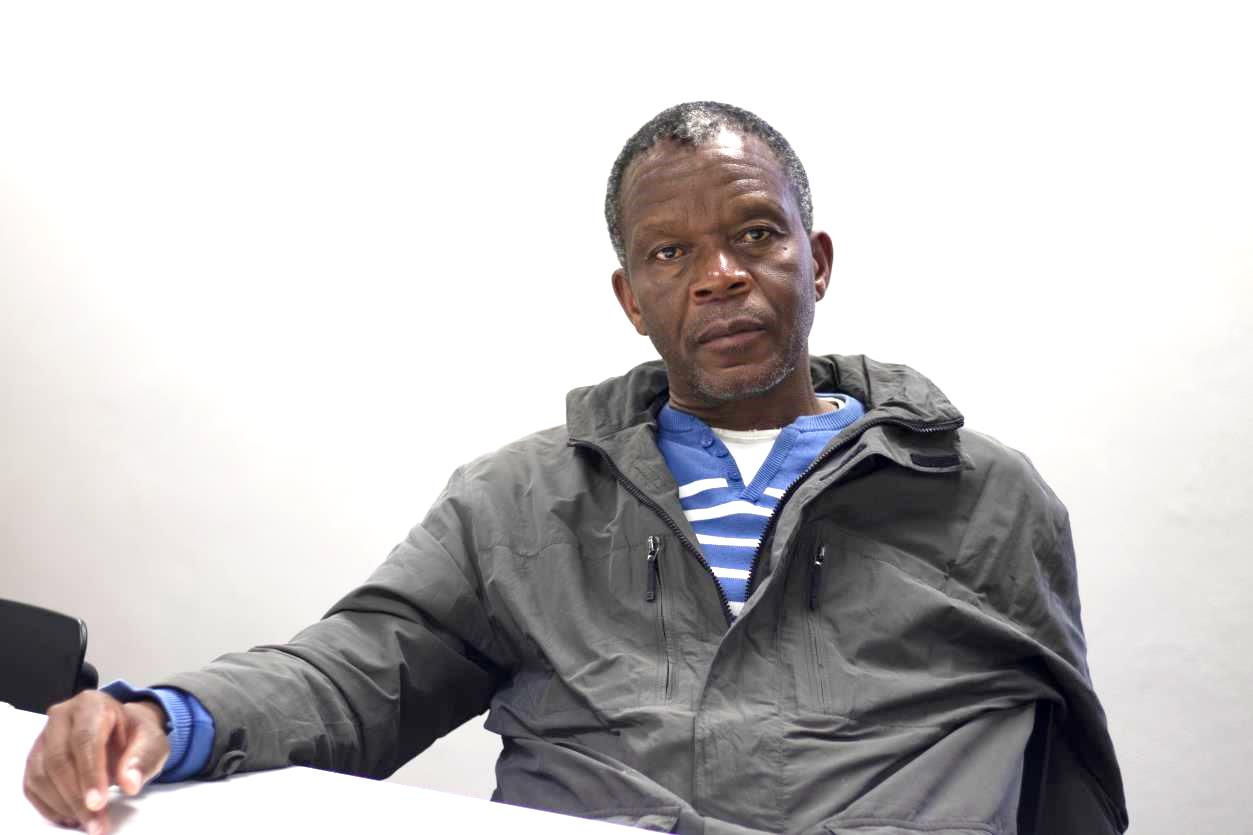
Andrew Tshabangu, 2019

Andrew Tshabangu (* 28. listopadu 1966) je jihoafrický fotograf narozený v Dube v Sowetu. Je známý svou černobílou sociálně dokumentární fotografickou tvorbou, která byla od února do dubna 2017 uvedena v rozsáhlé retrospektivě s názvem Footprints v galerii Standard Bank, a ke které byla vydána knižní publikace.

## Životopis
Andrew Tshabangu se narodil v Dube v Sowetu dne 28. listopadu 1966. Tshabanguova matka pochází z oblasti Rustenburg, zatímco jeho otec pochází z Vaalu. Je posledním narozeným z pěti dětí, má tři bratry a jednu sestru. Jeho sestra však mezitím zemřela. Navštěvoval základní školu Thabisang a střední školu Phefeni Senior Secondary School v Sowetu.

## Kariéra
Tshabangu uvedl, že fotografování nebylo jeho první volbou jako povolání, zpočátku se zajímal o řadu dalších povolání. V raném životě se začal zajímat o výuku, pak se zrodil zájem o divadlo, což ho vyústilo v přihlášku na University of Witwatersrand ke studiu dramatických umění. Při konkurzu však nebyl přijat. Byly tu i jiné zájmy, jako například stát se bankéřem a vstoupit do semináře ke studiu kněžství, které se také neuskutečnily. Umělce, který se z něj nakonec stal, využilo Alexandra Community Art Center během svého působení v roce 1990, kde získal první lekce vizuální gramotnosti a fotografie. Všímá si také svých spolužáků v Alexandra Community Art Centre, kteří významně ovlivňují jeho fotografickou praxi vedle literatury, kterou konzumoval. Po svém působení v Alexandra Community Art Centru pracoval na volné noze po dobu 8 měsíců v New Nation. Tshabangu učil fotografii na Dětské fotografické dílně a Market Photo Workshop. Vedl fotografické workshopy v Keni, Etiopii, Kamerunu, Mosambiku, Réunionu a Guyaně a účastnil se rezidenčních pobytů v Réunionu, Londýně, New Yorku a Nairobi. Jeho práce jsou prezentovány na mezinárodních výstavách a v četných publikacích.

## Knihy
- Footprints[6]

## Publikace
- Godby, Michael (ed.) (2017) ncomparable: The Art of Andrew Tshabangu in Context. Johannesburg: Fourthwall Books, ISBN 978-0-9947009-2-6.

## Galerie

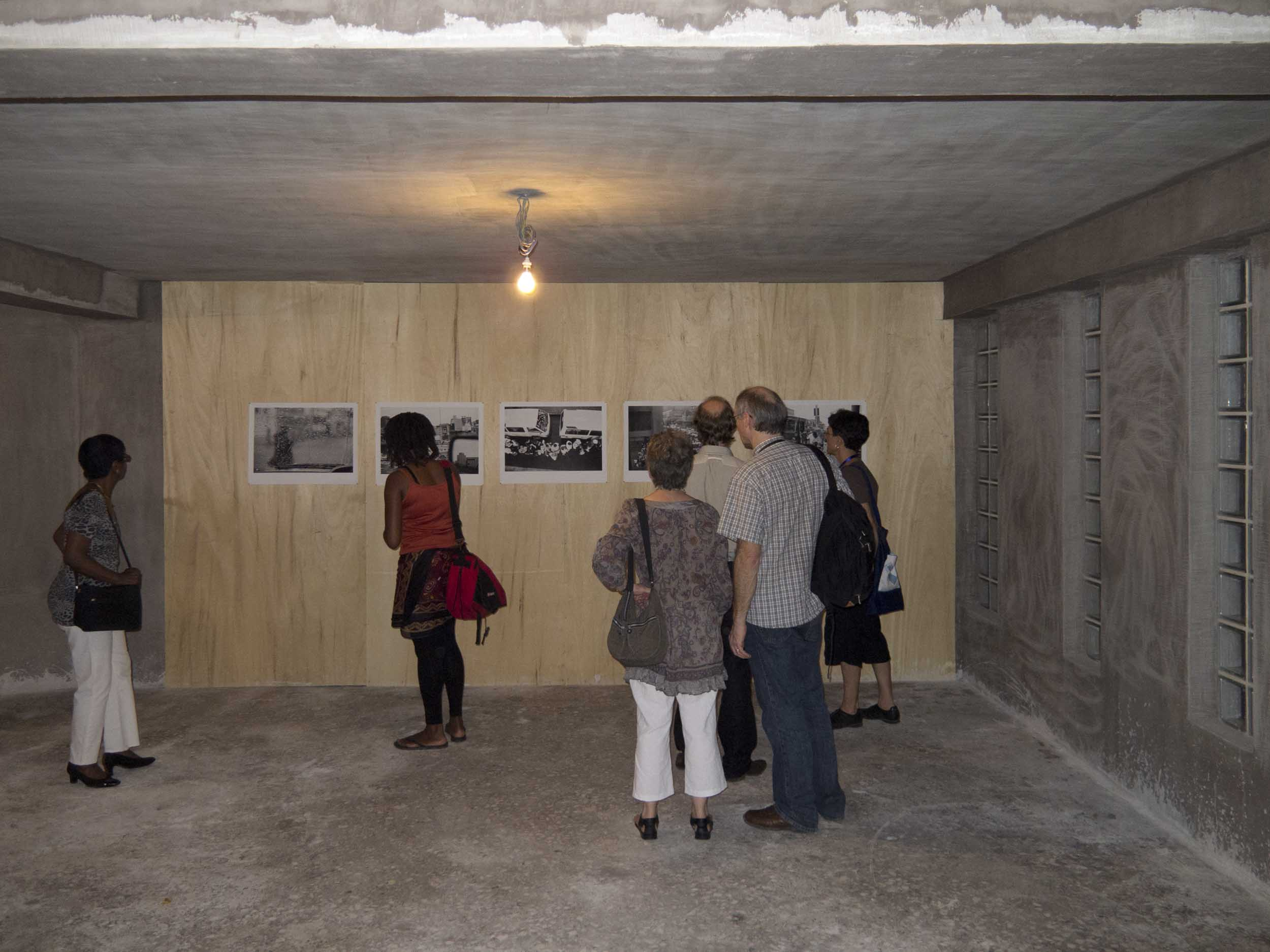
Vernisáž výstavy SUD-Salon Urbain de Douala, 2010
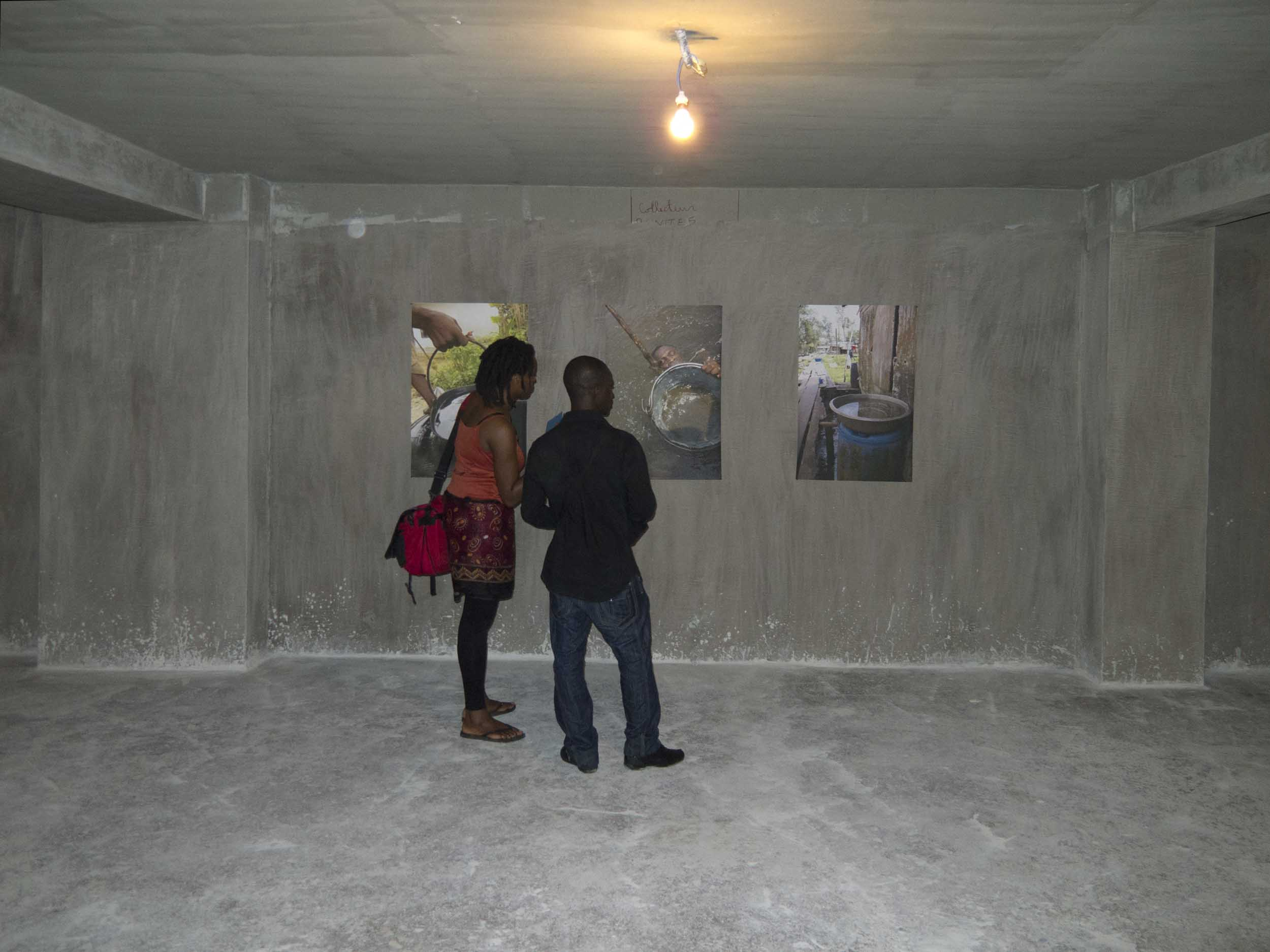
Vernisáž výstavy SUD-Salon Urbain de Douala
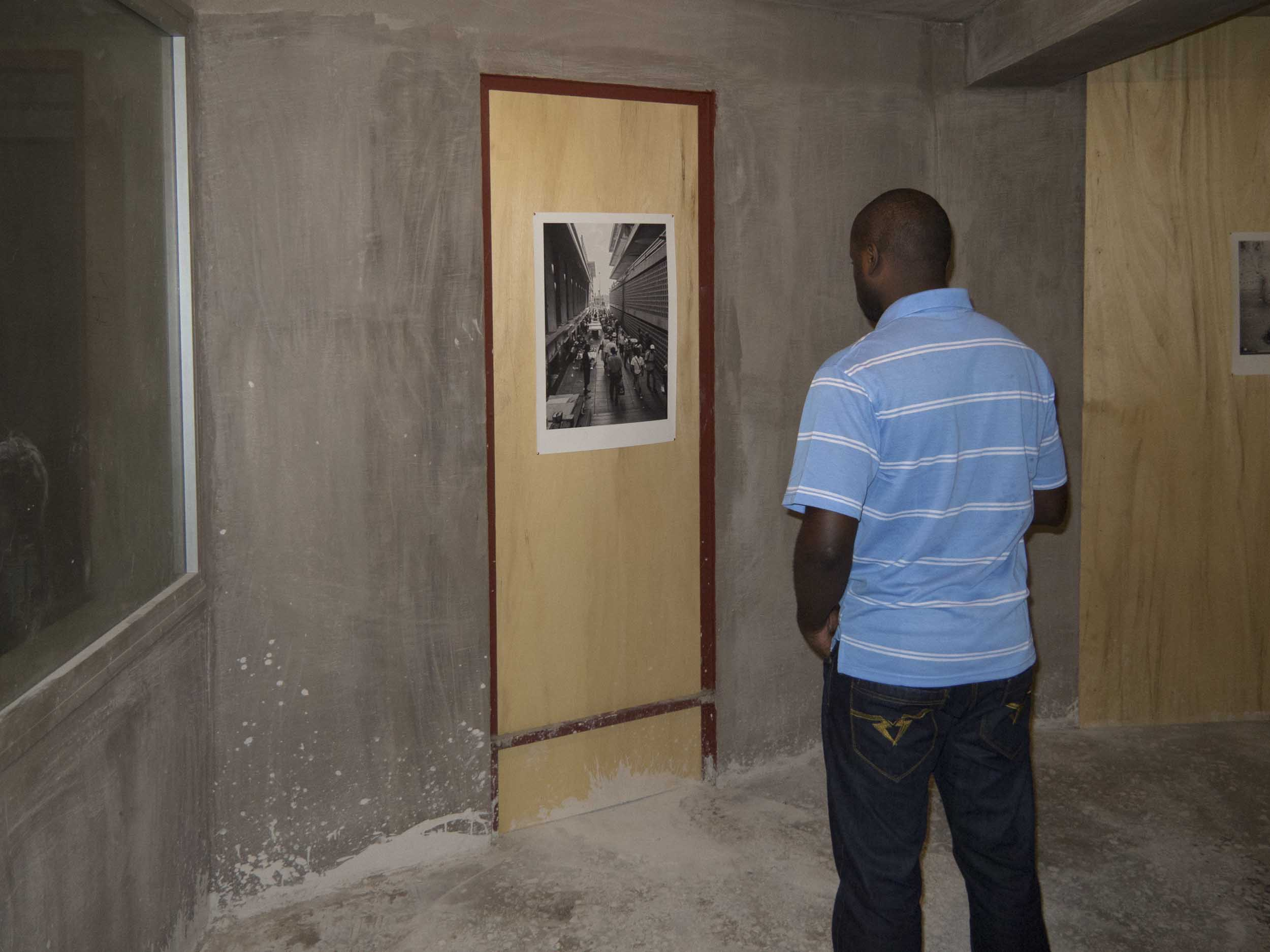
Vernisáž výstavy SUD-Salon Urbain de Douala
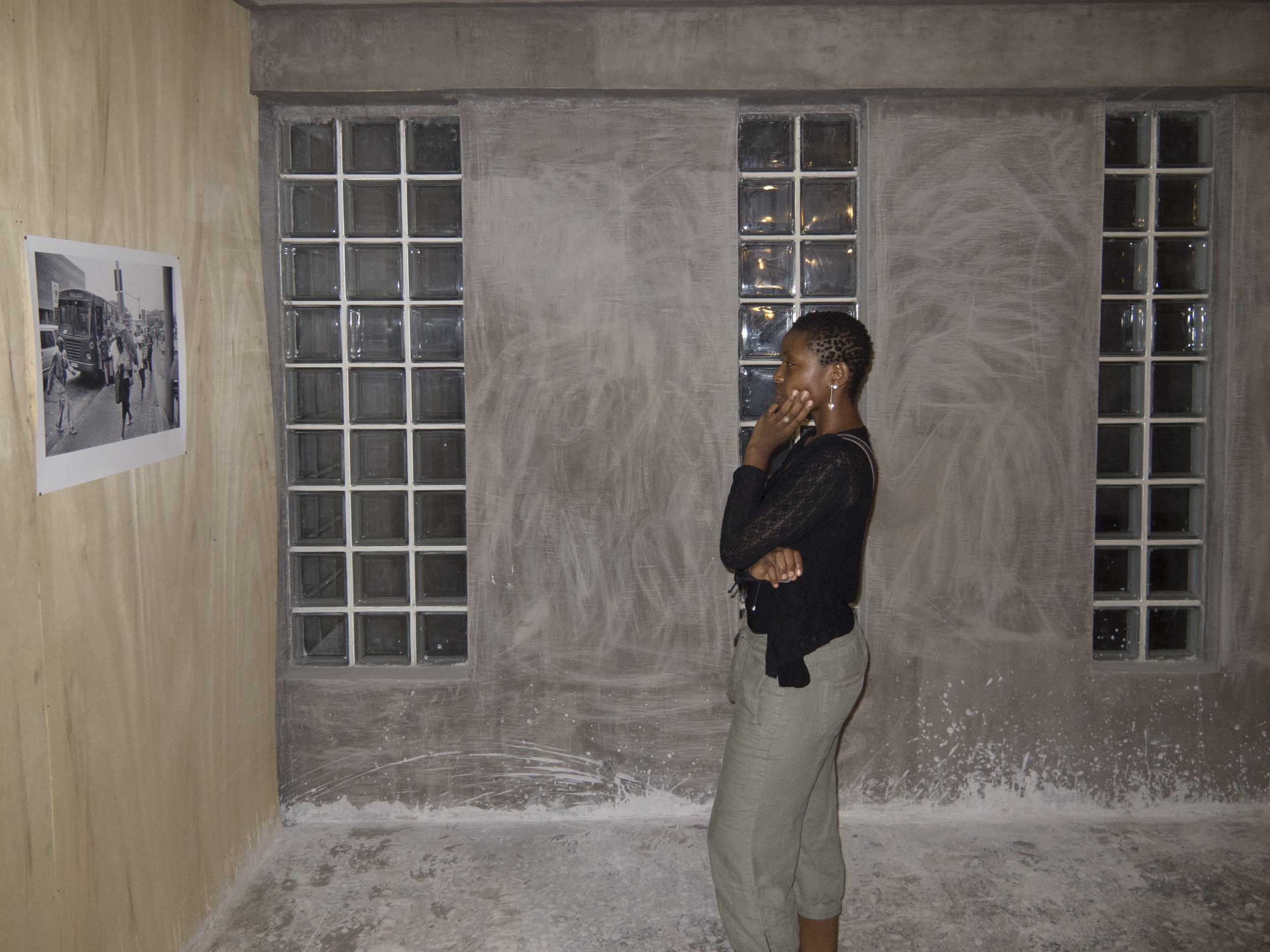
Vernisáž výstavy SUD-Salon Urbain de Douala